# Puyseguria prognata
Puyseguria prognata är en musselart som beskrevs av Powell 1927. Puyseguria prognata ingår i släktet Puyseguria och familjen Neoleptonidae. Inga underarter finns listade i Catalogue of Life.